# 加利纽斯
加利纽斯是巴西北大河州的一个市镇。总面积342.442平方公里，总人口2138人，人口密度6.2人/平方公里。